# 自然美學
自然美学（英語：Aesthetics of nature）是一種以美學觀點探討自然物件的哲學伦理学子领域。其中包含了無私的概念，並在圖像與導論中融入正面美學的思想。 

## 历史
在18和19世纪，自然美学發展為哲學倫理學的一個子領域。自然美学包含了無私的概念，並在圖像與導論中融入正面美學的思想。自然美學的第一次主要發展在18世纪，許多思想家詮釋了無私的概念。安东尼・阿什利以無私的概念作为其美學主張，之後弗朗西斯・哈钦森將其擴張，排除了個人利益和功利主義，並將美學經驗連結到更廣泛的自然上。自然美學的概念又被阿奇博尔德・艾莉森（Archibald Alison）進一步發展，將其定義為一種特定的心理狀態。

### 21世紀的發展
在21世紀，對自然的認知與非認知取徑研究將其關注的重點從自然環境轉向關注人類與人類對環境的影響，並且展開了對日常生活中美學的研究。

## 理論
透過無私理論（theory of disinterestedness），有三個概念化的術語可以更好的瞭解自然美學的維度：
- 對美（beautiful）的意念：這用於那些經過馴化、栽植的歐洲庭園與地景[1]。
- 對崇高（sublime）的意念：這用來解釋自然具有威脅性與令人恐懼的一面，像是高山與荒野。並且透過無私的觀點，可以用美學的角度去欣賞，而不是懼怕與忽略[1]。
- 如畫（picturesque）的概念：指在自然世界的經驗就像將其分為藝術場境一般[1]。

當物體的經驗為「美」的取向時，物體往往具有小、光滑與色彩繽紛的特質。而當經驗為「崇高」取向時，則常常帶有力量、強烈且令人畏懼的。如畫的物件則是兩者的結合，這可以是多變而不規則、豐富、具有力量、甚至充滿活力的。

## 人類觀點

### 自然物件與藝術物件的區別
人們可能會將自然物件與藝術物件做錯誤的類比，就像沙丘鶴不是一個藝術物件，藝術物件也不是沙丘鶴。事實上，藝術物件應該被稱為「人造品（artifact）」。一隻鶴本身就是野生生物，而不是一個藝術物件。更詳盡的說，沙丘鶴生活在不同的生態系統中，像是黃石公園。大自然是一個包括動物、植物與生態系的生命系統。相對的，一個藝術物件不會再生、沒有演化史，也不會代謝。因此不能將自然物件類比成為藝術物件，並以看待藝術物件的方式來看待自然物件。

### 主觀的美學經驗
一個人類個體可能在森林中因為其繽紛的顏色而感覺到美，像是因為葉綠素的作用使葉子呈現綠色、黃色或紅色，並且使個體的美學經驗增長。但是，這些關於美學的內容與森林中實際發生的生態系統作用並無直接相關，葉綠素實際上正在捕獲太陽能，而殘留的化學物質可以保護樹木免受昆蟲的侵害，因此任何森林多彩的觀點僅僅是人類訪客在幾個小時內的體驗而已。
奧爾多・利奧波德認為，完整性、穩定性和美感是能夠產生土地倫理的三個生態系統特徵。但利奧波德也指出，這些被提及的特徵沒有一個真實存在於自然中，生態系統並不穩定、時常劇烈變化並且很少整合，因此所謂的美只是旁觀者眼中的美而已。

## 哲學觀點

### 後現代主義
在後現代取徑中，當人類個體以美學的角度欣賞自然事物時，個體會為他所欣賞的事物賦予一個意義，並且藉由這個意義表達或發展自己的態度、價值與信念。人們對自然事物的興趣不僅是像鏡子般被動地反映了自己的愛好、內心的嚮往，也可能激發自己的想像力。最終，當人們面對挑戰時，要能夠以不同的角度與方式思考，並在不同的情況下運用思想和聯想來解決問題。

### 自然美學主義（nature aestheticists）
自然美學主義者認為，自然美學具有藝術欣賞的特徵，而對藝術審美的欣賞應該要遵循某些規範標準。因此自然美學主義者認為後現代主義的觀點是不正確的，因為在後現代主義的觀點中並沒有任何案例可以作為指引。在藝術領域中，當人們聚在一起討論書籍或電影，或是當評論家為出版物撰寫書評時，都可能會加以進行批評。但是在自然美學的領域中，並沒有明確的實例或是辯論能夠作為以美學評估自然特徵的判斷標準。